# Прапор Михальчого
Пра́пор Миха́льчого — офіційний символ села Михальчого, Коломийського району Івано-Франківської області, затверджений рішенням Михальчівської сільської ради.
Автор проєкту — А. Гречило.

## Опис
Квадратне зелене полотнище, від древка до вільного краю йде ламана біла смуга (у формі літери «М»), завширшки в 1/4 сторони прапора, посередині — жовтий меч вістрям вгору.

## Зміст
Ламана смуга у формі літери «М» має кілька значень: вказує на назву села; подає видозміну герба Авданець, яким користувався в ХV ст. Мужило з Бучача та його нащадки, які сприяли розвитку поселення; уособлює звивисту річку Дністер і прикарпатські передгір'я. Меч є символом Архангела Михаїла й опосередковано вказує на назву села, а також підкреслює стратегічне значення Михальча та наявність тут оборонного замку. Зелене поле характеризує багаті землі села.